# Jaime Reyes (DC Extended Universe)
Jaime Reyes, noto anche come Blue Beetle, è un personaggio immaginario basato sull'omonimo personaggio di DC Comics. Il personaggio è stato introdotto per la prima volta nel film Blue Beetle (2023), diretto da Ángel Manuel Soto, interpretato dall'attore statunitense Xolo Maridueña. Nonostante il film faccia parte del DC Extended Universe (DCEU), Jaime Reyes è stato confermato come uno dei primi personaggi a essere integrati nel nuovo DC Universe (DCU) ideato da James Gunn e Peter Safran.

## Biografia del personaggio
Jaime Reyes è un giovane laureato in legge che torna nella sua città natale, Palmera City, dopo aver concluso gli studi. Appartenente a una famiglia messicano-americana della classe lavoratrice, Jaime è idealista, gentile e profondamente legato ai suoi genitori, a sua sorella Milagro e a suo zio Rudy. Tuttavia, scopre rapidamente che la sua famiglia è in difficoltà economiche: suo padre è malato e i debiti minacciano di far perdere loro la casa.
In cerca di un lavoro per aiutare la famiglia, Jaime si reca con Milagro a lavorare come addetto alle pulizie presso il quartier generale della multinazionale Kord Industries. Qui ha un incontro con Jenny Kord, nipote della defunta fondatrice del gruppo scientifico, che si dimostra gentile nei suoi confronti.
Jenny Kord è in conflitto con Victoria Kord, attuale direttrice dell'azienda, che sta tentando di militarizzare un'arma aliena: lo Scarab, un manufatto vivente di origine sconosciuta. Jenny, contraria a questi progetti, decide di rubare lo Scarab per proteggerlo e lo affida a Jaime, raccomandandogli di non aprirne la scatola.
Una volta tornato a casa, però, spinto dalla curiosità dei familiari, Jaime apre la scatola: lo Scarab (chiamato Khaji-Da) si attiva e si fonde con lui, entrando nel suo corpo e generando un’armatura biomeccanica che si adatta ai suoi pensieri e alla sua volontà. L'unione è traumatica ma irreversibile: Jaime diventa il nuovo ospite prescelto dello Scarabeo e ottiene una serie di poteri sovrumani.
Jaime si ritrova a gestire la presenza di Khaji-Da, l’intelligenza artificiale autonoma dello Scarabeo, che spesso prende il controllo delle sue azioni in momenti di pericolo. Mentre cerca di comprendere la sua nuova condizione, Jaime si allea con Jenny per indagare sul passato della sua famiglia e sul vero scopo di Kord Industries. In questa fase, scopre che il precedente Blue Beetle era Ted Kord, il padre scomparso di Jenny, il quale aveva tentato di usare lo Scarab per il bene, ma non era stato scelto come ospite.
Nel frattempo, Victoria Kord manda sulle sue tracce Carapax, un supersoldato potenziato con tecnologia aliena che vuole recuperare lo Scarab a ogni costo. Durante un attacco al rifugio della famiglia Reyes, il padre di Jaime muore di infarto e il giovane viene catturato.
Portato in una base segreta, Jaime viene torturato da Victoria, che cerca di estrarre lo Scarabeo dal suo corpo per alimentare un esercito di droni militari. Tuttavia, grazie al legame emotivo con Khaji-Da, Jaime riesce a prendere pieno controllo dell’armatura e a liberarsi. Dopo aver affrontato e sconfitto Carapax in un duello drammatico, riesce a fermarlo senza ucciderlo, spingendolo al pentimento.
Jenny e i Reyes distruggono il centro di comando della Kord Industries, smascherando le attività di Victoria. Jaime, pur segnato dalla perdita del padre, trova una nuova consapevolezza e decide di abbracciare il proprio ruolo di protettore della sua famiglia e della città, divenendo ufficialmente Blue Beetle.
Jaime si riconcilia con la sua identità e il suo destino. Khaji-Da accetta di coesistere con lui in armonia, e Jenny promette di ricostruire l’azienda nel nome del padre. Jaime vola su Palmera City, pronto a usare i suoi poteri per proteggere ciò che ama.

## Concezione e sviluppo

### Origine nei fumetti
Il personaggio di Jaime Reyes è stato introdotto nei fumetti nel 2006 durante l'evento Crisi infinita. La creazione fumettistica è attribuita a Dan DiDio, Keith Giffen, John Rogers e Cully Hamner, con l'obiettivo di introdurre una nuova incarnazione di Blue Beetle di origine latinoamericana e adolescente. L'ambientazione originale nei fumetti, El Paso (Texas), fu scelta per riflettere le radici messicano‑americane del personaggio, mentre il design del costume ideato da Hamner integrava elementi ispirati allo scarabeo e a motivi culturali latini.

### Casting ed effetti speciali
Per l'adattamento cinematografico, annunciato nel 2018 con sceneggiatura di Gareth Dunnet‑Alcocer, il regista Ángel Manuel Soto ha scelto di ambientare la storia in Palmera City, una città fittizia creata per fornire un contesto urbano distintivo, caratterizzato da contrasti sociali e culturali. Soto ha posto particolare enfasi sul ruolo della famiglia Reyes, rendendola parte integrante della narrazione e protagonista di numerose sequenze d'azione, in contrasto con l'approccio tipico di altri film di supereroi, in cui la famiglia è tenuta all'oscuro dell'identità del protagonista.
L'attore statunitense Xolo Maridueña venne scelto per interpretare Jaime Reyes, è stato selezionato per la sua capacità di incarnare le caratteristiche emotive e relazionali del personaggio. Il costume del protagonista è stato realizzato come tuta fisica indossabile, con l'ausilio di effetti digitali per le sequenze più complesse. Il design mantiene forte somiglianza con la versione fumettistica di Hamner, adattandosi alle esigenze visive cinematografiche. La voce di Khaji‑Da, l'intelligenza artificiale dello scarabeo, è interpretata da Becky G, con un'impostazione inizialmente analitica che si evolverà nel corso del film.

### DC Universe
James Gunn aveva confermato prima dell'uscita del film Blue Beetle che il personaggio di Jaime Reyes / Blue Beetle farà parte del rinnovato DC Universe (DCU), definendo "il primo personaggio del DCU" sebbene abbia ritenuto Superman (2025) il primo film ufficiale del DCU.
Il regista Ángel Manuel Soto ha affermato che Blue Beetle rappresenta l'inizio di un arco narrativo più ampio dedicato al personaggio, lasciando aperta la possibilità di sequel o di partecipazioni in altre produzioni del DCU. Nel 2024 è stata annunciata la produzione di una serie animata dedicata a Blue Beetle, sviluppata da Miguel Puga, che proseguirà la storia introdotta nel film. Maridueña ha confermato che riprenderà il ruolo di Jaime Reyes sia nella serie animata sia in eventuali future apparizioni in live‑action.

## Accoglienza
L'interpretazione di Xolo Maridueña è stata accolta positivamente dalla critica specializzata e dal pubblico. La performance è stata ampiamente lodata per il carisma dell'attore, l'umanità del personaggio e la capacità di rappresentare efficacemente un supereroe giovane e inesperto, ma emotivamente radicato nella sua famiglia e nella propria identità culturale.
Secondo Variety, Maridueña «sostiene con successo l'intero film, offrendo un'interpretazione credibile e sincera che mescola leggerezza e dramma con equilibrio». The Hollywood Reporter ha sottolineato la sua abilità nel «rendere Jaime Reyes un personaggio accessibile, autentico e vicino al pubblico, specialmente per una nuova generazione di spettatori». IndieWire ha definito la sua performance "calda, coinvolgente e dinamica".